# Hydrolokacja
Hydrolokacja – dziedzina techniki zajmująca się sposobami wykrywania i określania pozycji obiektów podwodnych za pomocą fal akustycznych.